# Dolichoprosopus incensus
Dolichoprosopus incensus är en skalbaggsart som först beskrevs av Francis Polkinghorne Pascoe 1866.  Dolichoprosopus incensus ingår i släktet Dolichoprosopus och familjen långhorningar. Inga underarter finns listade i Catalogue of Life.